# Tobias Smedberg
Tobias Björn Mikael Smedberg född 3 april 1978 i Västerhaninge, är svensk politiker och sedan 2018 kommunalråd för Vänsterpartiet i Uppsala kommun.
Han är sedan valet 2022, då Vänsterpartiet gjorde ett rekordstarkt valresultat i kommunvalet i Uppsala kommun, förste vice ordförande i kommunstyrelsen. I det rödgröna styret för kommunen är han kommunalråd med ansvar för socialpolitik, idrottsfrågor, nationella minoriteter och bostadssociala frågor. Han är också ordförande i Uppsala kommuns äldrenämnd, jämställdhetsråd och kommunala pensionärsråd.
Smedberg är mandatperioden 2022-2026 ordförande i beredningen för primärvård och äldreomsorg vid Sveriges Kommuner och Regioner, SKR.
Innan Smedberg blev politiker på heltid 2018 var han konsult vid den värderingsdrivna Pr-byrån som han var en av grundarna till 2007
Smedberg var ordförande för Umeå studentkår 2002-2003 och för Sveriges Förenade Studentkårer, SFS, 2004-2005.